# Replik (Recht)
Die Replik ist die Erwiderung des Klägers im Zivilprozess auf die Klageerwiderung des Beklagten. Der Kläger kann darin die vom Beklagten vorgetragenen Tatsachen entweder
- nicht bestreiten oder zugestehen,
- bestreiten oder für unerheblich erklären.

Er kann aber auch neue Tatsachen vorbringen, die die Wirkung der vom Beklagten vorgebrachten Tatsachen entkräften.
Die Replik unterliegt den allgemeinen Vorschriften über das Parteivorbringen.
Die Erwiderung auf eine Replik nennt man Duplik (die folgenden Erwiderungen entsprechend: Triplik, Quadruplik …).

## Reihenfolge
Im zivilrechtlichen Klageverfahren werden in der Regel Schreiben (rechtlich: „Schriftsätze“) in dieser Reihenfolge gewechselt:
1. Klageschrift des Klägers
2. Klageerwiderung des Beklagten
3. Replik des Klägers
4. Duplik des Beklagten
5. Triplik des Klägers
6. Quadruplik des Beklagten
7. Quintuplik des Klägers[1]
8. Sextuplik des Beklagten

## Beispiel
- Der klagende Vermieter verlangt mit der Klageschrift Miete, § 535 Abs. 2 BGB.
- Der beklagte Mieter wendet in der Klageerwiderung Mietminderung wegen Mängel der Mietsache ein, § 536 Abs. 1 BGB.
- Der Kläger repliziert mit der Behauptung, die Parteien hätten eine Mietminderung vertraglich ausgeschlossen.
- Der Beklagte dupliziert und macht geltend, der vertragliche Minderungsausschluss sei unwirksam, denn der Kläger habe den Mangel arglistig verschwiegen, § 536d BGB.
- Der Kläger tripliziert, indem er bestreitet, den Mangel überhaupt gekannt zu haben.
- Der Beklagte quadrupliziert.